# Mentální rezervace
Mentální rezervace (lat. reservatio mentalis) je vnitřní výhrada právně jednajícího, kterou neprojeví navenek a kterou tak druhá strana nemůže odhalit. Proto se k ní při posuzování platnosti právního jednání vůbec nepřihlíží. Jde o jeden z případů neshody vůle a jejího vnějšího projevu, podobným případem je simulovaný právní úkon. Ten je však jen předstírán, právně jednající jej učinit vůbec nechtěl, u mentální rezervace ale učiněn být chtěl, byť s vnitřní výhradou, tedy bez vůle způsobit všechny jeho právní následky.
Může jít např. o uzavření smlouvy s tím, že jedna strana si mlčky a sama pro sebe vyhradí právo od ní kdykoli bez dalšího odstoupit. Taková výhrada samozřejmě nemá právních následků, když druhá strana měla vůli uzavřít smlouvu v projeveném znění a o mentální rezervaci nevěděla. Podstatné je totiž jen to, co je možné hodnotit objektivními hledisky, vůle, kterou účastník ve skutečnosti projevil. Pokud by vnitřní výhrada směřovala k podvodu na druhém účastníkovi, jen z tohoto důvodu by nešlo o automaticky neplatný právní úkon. Z principu zachování právní jistoty vyplývá, že záleží pouze na druhém účastníkovi, zda bude trvat na uzavřené smlouvě, nebo zda se dovolá její relativní neplatnosti.